# Machias (Maine)
Machias – miasto w Stanach Zjednoczonych, w stanie Maine, siedziba hrabstwa Washington.